# Eva Zažímalová

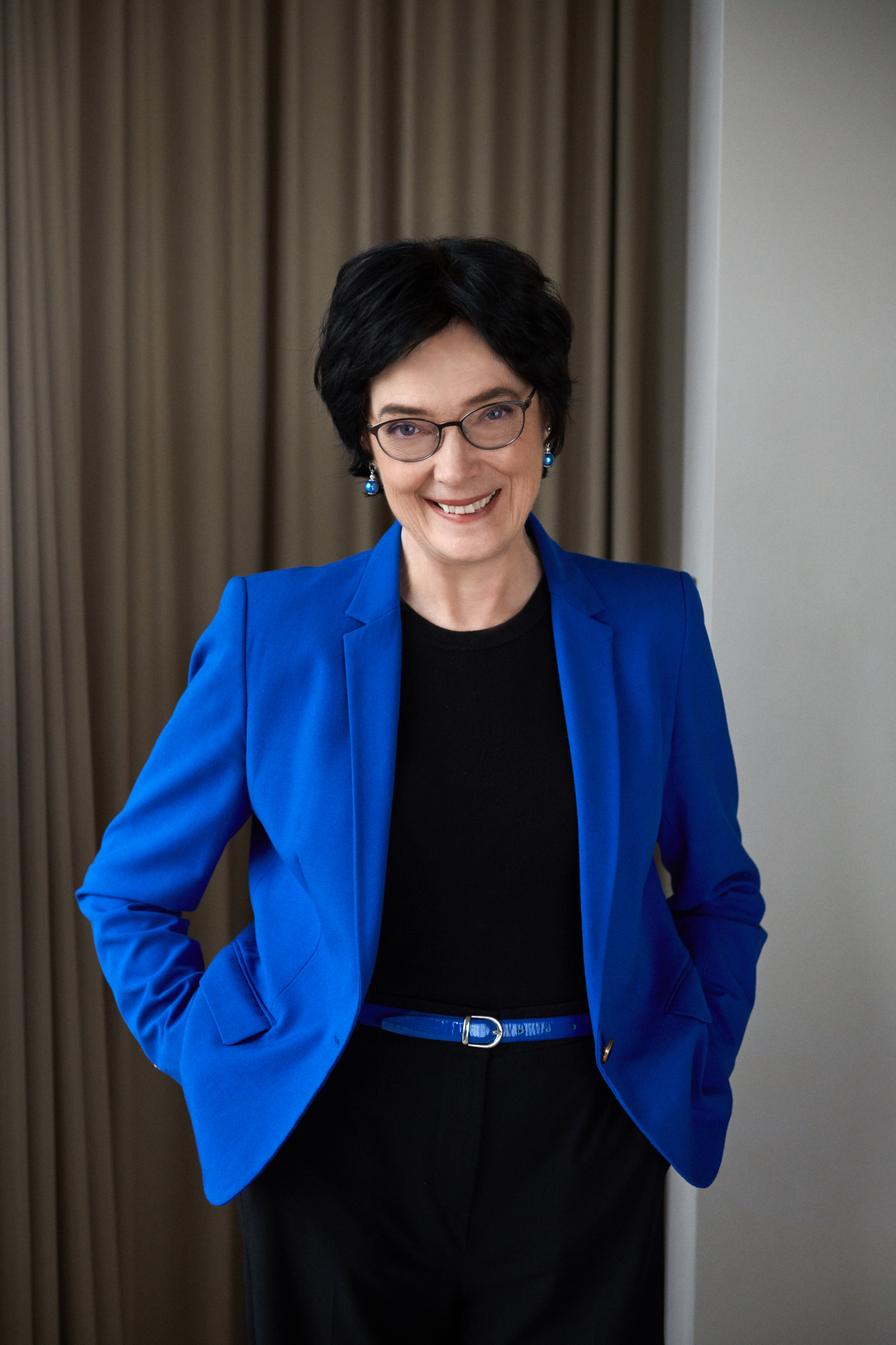
Eva Zažímalová (2020)

Eva Zažímalová (* 18. Februar 1955 in Prag) ist eine tschechische Biochemikerin und Zellbiologin. Sie ist seit 2017 Präsidentin der Tschechischen Akademie der Wissenschaften.

## Karriere
Zažímalová absolvierte 1979 ein Studium der Biochemie an der naturwissenschaftlichen Fakultät der Karls-Universität in Prag. Ab 1983 arbeitete sie als wissenschaftliche Mitarbeiterin am Institut für experimentelle Botanik der Tschechoslowakischen Akademie der Wissenschaften. Im Jahr 2007 wurde sie Direktorin dieses Instituts.
2004 wurde Zažímalová zur Dozentin an der Karls-Universität ernannt. 2013 habilitierte sie sich im Fachbereich der Phytotomie und Pflanzenphysiologie. Fortan lehrte sie als Professorin an der Karls-Universität und der Südböhmischen Universität in Budweis.
In ihrer Forschung befasste sich Zažímalová mit den Auxinen, mit dem Metabolismus dieser Phytohormone und den molekularen Mechanismen ihrer Wirkung und ihres Transports von Zelle zu Zelle.
Am 15. Dezember 2016 wurde sie vom akademischen Rat zur Präsidentin der Akademie der Wissenschaften gewählt. Am 14. März 2017 ernannte sie Staatspräsident Miloš Zeman in dieser Funktion und Zažímalová folgte Jiří Drahoš nach. 2020 wurde sie für eine weitere Funktionsperiode gewählt.
Zažímalová ist Mitglied der Gelehrten Gesellschaft der Tschechischen Republik und der Europäischen Akademie der Wissenschaften. 2022 wurde sie zur Ritterin der Ehrenlegion ernannt.